# Centre fédéral de basket-ball
O Centre fédéral de basket-ball é um clube de basquetebol baseado em Paris, França que atualmente disputa a Nationale Masculine1 (equivalente à terceira divisão francesa). Manda seus jogos no 	Salle Marie Thérèse Eyquem com capacidade para 300 espectadores.

## Conceito CCBB
O Centre Fédéral de Basket-Ball faz parte do INSEP (Institut National du Sport;em português:  Instituto Nacional do Esporte e visa fomentar, localizar e desenvolver jovens talentos no país.

### Jogadores formados no CCBB
| - Tony Parker - Boris Diaw - Frédéric Weis - Jérôme Moïso - Ronny Turiaf - Johan Petro | - Stéphane Risacher - Frédéric Fauthoux - Frédéric Forte - Franck Mériguet - Fabien Dubos - Joseph Gomis | - Yannick Bokolo - Mamoutou Diarra - Thomas Dubiez - David Gautier - Stéphane Lauvergne - Marc-Antoine Pellin | - Joffrey Lauvergne - Antoine Diot |

## Histórico de Temporadas
| Temporada | Nível | Liga | Pos. | J     | PL | Resultado |
| --------- | ----- | ---- | ---- | ----- | -- | --------- |
| 1996-97   | 4     | NM2  | 14   |       |    |           |
| 1997-98   | 4     | NM2  | 9    |       |    |           |
| 1998-99   | 4     | NM2  | 16   |       |    |           |
| 1999-00   | 3     | NM1  | 16   |       |    |           |
| 2000-01   | 3     | NM1  | 16   | 2-28  |    |           |
| 2001-02   | 3     | NM1  | 16   | 1-23  |    |           |
| 2002-03   | 3     | NM1  | 14   | 8-22  |    |           |
| 2003-04   | 3     | NM1  | 15   | 5-25  |    |           |
| 2004-05   | 3     | NM1  | 17   | 9-25  |    |           |
| 2005-06   | 3     | NM1  | 18   | 5-29  |    |           |
| 2006-07   | 3     | NM1  | 12   | 13-21 |    |           |
| 2007-08   | 3     | NM1  | 18   | 1-33  |    |           |
| 2008-09   | 3     | NM1  | 18   | 5-29  |    |           |
| 2009-10   | 3     | NM1  | 18   | 3-31  |    |           |
| 2010-11   | 3     | NM1  | 18   | 5-29  |    |           |
| 2011-12   | 3     | NM1  | 18   | 2-32  |    |           |
| 2012-13   | 3     | NM1  | 16   | 4-30  |    |           |
| 2013-14   | 3     | NM1  | 18   | 0-34  |    |           |
| 2014-15   | 3     | NM1  | 16   | 4-30  |    |           |
| 2015-16   | 3     | NM1  | 18   | 1-33  |    |           |
| 2016-17   | 3     | NM1  | 18   | 0-34  |    |           |
| 2017-18   | 3     | NM1  | 18   | 1-33  |    |           |

fonte:eurobasket.com